# Vườn bang Thung lũng Khủng long
Vườn bang Thung lũng Khủng long là một vườn bang gần Glen Rose, Texas, Mỹ.

## Lịch sử
Vườn bang này nằm ở phía tây bắc của Glen Rose trong Somervell, Texas. Khu danh thắng này có diện tích 1.524,72 mẫu Anh (617 ha), nằm chắn ngang sông Paluxy. Khu vực đất của nó được mua lại từ các chủ sở hữu tư nhân vào năm 1968 và chính thức mở cửa cho công chúng vào năm 1972. Nó cũng là một trong số Điểm mốc Tự nhiên Quốc gia Hoa Kỳ